# Warhead (deutsche Band)
Warhead ist eine deutsche Metal-Band aus Osnabrück.

## Geschichte
Gegründet wurde Warhead im Oktober 1993 von Peter Breitenbach (Schlagzeug, Ex-Grave-Digger), Benjamin zur Heide (Bass) und Björn Eilen (Gitarre und Gesang). Musikalisch orientierte sich das Trio am US-Metal und "Bay-Area-Thrash" der 1980er Jahre unter Einflüssen von Bands wie beispielsweise Metallica, Testament, Savatage, Metal Church oder Slayer.
1995 nahm Warhead das erste und einzige Demo im Düsseldorfer Crownhill Studio auf. Es wurde über den Versandhändler EMP vertrieben und verkaufte sich über 500 mal.
Im Oktober 1996 entstanden im Tonstudio Lulis in Osnabrück die Aufnahmen zum Debütalbum Good Part for Each, die später im Crownhill Studio abgemischt wurden. Nach der Unterzeichnung eines Plattenvertrages mit High Gain Records aus Leverkusen erschien das Album im August 1997. Anschließend ging die Band auf eine kurze Tour mit Grave Digger.
Nach der Auflösung des Vertrages mit High Gain Records nahm Warhead 1998 das zweite Album Perfect/Infect im Crownhill Studio auf. Nach Beendigung der Aufnahmen spielte die Band als Vorgruppe für U.D.O. auf der No-Limits-Tournee in Deutschland und mit Abstechern nach Tschechien und Österreich. Ende 1998 schloss die Band einen neuen Plattenvertrag mit Modern Music Records/Noise Records in Berlin ab. Im April 1999 wurde das Album Perfect/Infect weltweit veröffentlicht.
Am 10. Januar 2000 spielten Warhead ein Konzert in der Zeche Bochum mit Grave Digger, das vom Rock-Hard-Magazin live im Internet übertragen wurde. Einen Monat später erschien über Modern Music Records das dritte Werk Beyond Recall. Dieses Konzept-Album erzählt die Geschichte eines zum Tode verurteilten Mannes, der in der Todeszelle auf seine Hinrichtung wartet. Laut Aussagen der Band in zahlreichen Interviews ist das Album inspiriert von Tim Robbins Kino-Drama Dead man walking und von der Taschenbuch-Dokumentation Leben und Sterben im Todestrakt der Schweizer Journalistin Margrit Sprecher.
Auf Wunsch des Sängers und Gitarristen Björn Eilen erweiterte sich das Trio um den Gitarristen Florian Albers aus Münster. Eilen konzentrierte sich fortan auf die Tätigkeit als Sänger.
Im April 2000 absolvierte die Band ihre erste Headliner-Tour. Kurz darauf verließ Björn Eilen die Band. Im April 2001 veröffentlichten Warhead einen Live-Mitschnitt eines Konzertes der 98er U.D.O.-Tour als Live in München (Official Bootleg), der ausschließlich über die eigene Homepage vertrieben wurde. 2004 verließ Florian Albers die Band wieder. Im Januar 2005 fanden Warhead nach langjähriger Suche mit Michael Müller aus Dortmund einen neuen Sänger und im Juli 2005 mit Stefan Rolf aus Kassel einen neuen Gitarristen. Benjamin zur Heide verließ die Band aus beruflichen Gründen und wurde am Bass von Stefan Timm ersetzt.
Am 20. Juli 2007 wurde mit Captured das vierte Studio-Album veröffentlicht. Zum ersten Mal zeichnete hierbei Peter Breitenbach für die Produktion hauptverantwortlich. Auch das Song-Material stammt bis auf wenige Ausnahmen aus Breitenbachs Feder.
Im Dezember 2007 standen Warhead zum ersten Mal nach sieben Jahren wieder auf der Bühne. Neben ein paar Einzelkonzerten spielte die Band im Norden Deutschlands im Vorprogramm von Beatallica; Sänger Michael Müller konnte aus beruflichen Gründen nicht teilnehmen. Als Gastsänger schloss sich Matthias Köpke übergangsweise der Band an. Im Juni 2008 kehrt Müller zur Band zurück.
Anlässlich des 15-jährigen Bestehens der Band wurde am 26. September 2008 mit Hour of Death - Live 2000 ein Live-Mitschnitt der Beyond Recall-Tour veröffentlicht. Am 3. Oktober 2008 fand im Kultur- und Veranstaltungszentrum „Lagerhalle“ in Osnabrück die „15th Anniversary-Show“ statt. Das Konzert wurde von einem Kamera-Team aufgezeichnet. Ende 2008 verließ der Bassist Stefan Timm die Band und wurde ab April 2009 von Phileas Holweck ersetzt. Am 4. September 2009 veröffentlichten Warhead ihre erste DVD unter dem Titel „15th Anniversary Double DVD“. Anlässlich der Veröffentlichung begab sich die Band auf eine kurze Headliner-Tour durch Norddeutschland, in dessen Folge sich die Band am Ende des Jahres aufgrund musikalischer Differenzen wieder von ihrem Bassisten Phileas Holweck trennte.
Seit Anfang 2010 ruht die Band.

## Diskografie
- 1995: Warhead (Demo)
- 1997: Good Part for Each
- 1999: Perfect/Infect
- 2000: Beyond Recall
- 2001: Live in München (Official Bootleg)
- 2007: Captured
- 2008: Hour of Death - Live 2000
- 2009: 15th Anniversary (Doppel-DVD)